# Aeroportul Patos de Minas
Aeroportul Patos de Minas (IATA: POJ, ICAO: SNPD) este un aeroport din Minas Gerais, Brazilia ce deservește zona Patos de Minas. Aeroportul a fost tranzitat în 2022 de 81 de pasageri. A fost numit după zona deservită.
Situat la o altitudine de 851 m, aeroportul dispune de 1 pistă. Este operat de prefeitura municipal⁠(d).

## Infrastructură

### Piste
Aeroportul dispune de o singură pistă. Pista 9/27 are suprafața de asfalt și dimensiunile 1.700 m × 30 m. 